# Moody's
Moody's — коротка назва компанії Moody's Investors Service, що є однією з найбільших та найвідоміших рейтингових агентств світу; відповідна холдингова компанія — Moody's Corporation (NYSE: MCO). Компанія оцінює кредитний рейтинг позичальників за стандартизованою шкалою, а також здійснює дослідження і аналіз комерційних та державних організацій. Частка компанії у світовому ринку кредитних рейтингів — близька 40%.
Moody's була заснована у 1909 році американським фінансовим аналітиком Джоном Муді, чиє прізвище й увійшло у назву компанії. Основними інституційними власниками є Berkshire Hathaway та Davis Selected Advisers.

## Критика
Агентство Moody's неодноразово звинувачувалось у шантажі. Зокрема німецькій страховій компанії Hannover Re пропонували «free rating» від Moody's. Однак коли компанія відмовилась від пропозиції, Moody's знизило її кредитний рейтинг до «junk». В результаті цього Hannover Re за кілька годин втратила $175 млн.
Висуваються звинувачення й щодо невиправданих національних кредитних рейтингів. Так, 2010 і 2011 року Moody's двічі обвалювало кредитний рейтинг Греції, знижуючи його одразу на 4 позиції. Міністр фінансів Греції Йоргос Папаконстантіну в офіційному коментарі назвав зниження рейтингів «нерозважливим» та «абсолютно невиправданими», додавши:
| «Повністю проігнорувавши посилення ризиків, які в кінцевому підсумку призвели до глобальної кризи в 2008 році, рейтингові агентства тепер змагаються один з одним — хто перший виявить ризики, що ведуть до наступної кризи.»[8] |

## Кредитний рейтинг
Інвестиційний рівень:
- Aaa — надійні та стабільні фірми найвищої якості
- Aa — хороші фірми із дещо вищим ризиком (у довготривалій перспективі) ніж Aaa
- A — економічне положення мусить прийматися до уваги
- Baa — помірно хороші фірми, діють задовільно

Спекулятивний рівень:
- Ba — сильно залежні від економічного положення
- B — фінансова ситуація помітно мінлива
- Caa — спекулятивні облігації, низька прибутковість фірми
- Ca — як правило неплатоспроможні компанії
- C — дуже погане господарське становище, майже банкрут

Спеціальні:
- WR — відмовлено від рейтингування
- NR — не в рейтингу
- P — умовний